# Cygnes se reflétant en éléphants
Les Cygnes se reflétant en éléphants est une huile sur toile surréaliste peinte par Salvador Dalí.

## Contexte historique
La toile fut peinte à l'aide de la méthode paranoïaque-critique et est basée sur des images doubles sur lesquelles le peintre travaillait alors.
Durant la Seconde Guerre mondiale, la toile fut spoliée par l'armée allemande durant l'occupation de la France et resta conservée au musée du Jeu de Paume, dans la Salle des martyrs de 1940 à 1944. Elle appartient aujourd'hui à Cavalière Holding, Co., Inc., à Genève (Suisse)

## Description
Trois cygnes sur une mare devant des arbres se reflètent dans l'eau. Suivant le point de vue adopté, les reflets des cygnes peuvent être interprétés comme des éléphants, les têtes et les cous des cygnes forment les trompes des éléphants, leurs ailes en partie déployées les oreilles et le reflet des arbres forment les corps des pachydermes. En fond, le peintre a représenté un paysage catalan aux couleurs d'automne. Il obtient des remous et des précipices par ses coups de pinceaux qui contrastent avec le calme de l'eau.
Outre l'illusion d'optique créant l'image double des cygnes-éléphants, Dali joue du contraste entre la grâce du cygne et le poids de l'éléphant et entre le calme de l'eau et le paysage tourmenté qui l'entoure.